# Mäßigungsgebot
Das Mäßigungsgebot ist ein Begriff aus dem deutschen Beamtenrecht. Es ist für Bundesbeamte in § 60 Abs. 2 des Bundesbeamtengesetzes (BBG) und für Landes- und Kommunalbeamte in § 33 Abs. 2 des Beamtenstatusgesetzes (BeamtStG) geregelt und zählt zu den Grundpflichten der Beamten. Für Soldaten ergibt sich aus § 15 des Soldatengesetzes (SG) und für Richter aus § 39 des Deutschen Richtergesetzes (DRiG) ein entsprechendes Gebot.

## Pflichten von Beamten und Richtern
Das Gebot verpflichtet Beamte, bei politischer Betätigung innerhalb und außerhalb des Dienstes „diejenige Mäßigung und Zurückhaltung zu wahren, die sich aus ihrer Stellung gegenüber der Allgemeinheit und aus der Rücksicht auf die Pflichten ihres Amtes ergeben“. Es steht in engem Zusammenhang mit ihrer Neutralitätspflicht (vgl. Treueverhältnis), bedeutet jedoch kein generelles Verbot politischer Betätigung außerhalb der Amtsführung.
Für Richter ergibt sich eine entsprechende Verpflichtung aus § 39 DRiG. Sie haben sich „innerhalb und außerhalb [ihres] Amtes, auch bei politischer Betätigung, so zu verhalten, dass das Vertrauen in [ihre] Unabhängigkeit nicht gefährdet wird“. Ziel ist, das Vertrauen gegenüber der Justiz als Institution zu schützen. Ein Richter hat sich demnach so verhalten, dass in der Öffentlichkeit kein ernstlicher Zweifel auftritt, dass er gerecht und unabhängig urteilt.

## Pflichten von Soldaten
Soldaten der Bundeswehr dürfen sich gemäß § 15 SG im Dienst nicht zu Gunsten oder zu Ungunsten einer bestimmten politischen Richtung betätigen. Vorgesetzte dürfen ihre Untergebenen nicht für oder gegen eine politische Meinung beeinflussen. Soldaten dürfen ihre eigene Meinung im Gespräch mit Kameraden frei äußern, haben aber innerhalb dienstlicher Unterkünfte und Anlagen während ihrer Freizeit die Grundregeln der Kameradschaft (§ 12 SG) zu beachten. Bei politischen Veranstaltungen dürfen Soldaten keine Uniform tragen.
Im Übrigen hat das Verhalten eines Soldaten dem Ansehen der Bundeswehr sowie der Achtung und dem Vertrauen gerecht zu werden, die sein Dienst als Soldat erfordert (§ 17 Abs. 2 Satz 1 SG). Dies gilt für alle Soldaten. Außerhalb des Dienstes hat sich der Soldat außerhalb der dienstlichen Unterkünfte und Anlagen so zu verhalten, dass er das Ansehen der Bundeswehr oder die Achtung und das Vertrauen, die seine dienstliche Stellung erfordert, nicht ernsthaft beeinträchtigt (§ 17 Abs. 2 Satz 3 SG). Diese Anforderungen sind an der dienstlichen Stellung zu messen, z. B. ist bei einem Kommandeur ein strengerer Maßstab anzulegen als bei einem Gruppenführer.
Soldaten haben die dienstliche Stellung des Vorgesetzten in seiner Person auch außerhalb des Dienstes zu achten (§ 17 Abs. 1 SG).
Ein Offizier oder Unteroffizier hat auch nach seinem Ausscheiden aus dem Wehrdienst der Achtung und dem Vertrauen gerecht werden, die für seine Wiederverwendung (z. B. als Reservist im Verteidigungsfall) in seinem Dienstgrad erforderlich sind (§ 17 Abs. 3 SG).

## Rechtsprechung
Da die Forderung, Beamte müssten „diejenige Mäßigung und Zurückhaltung zu wahren, die sich aus ihrer Stellung gegenüber der Allgemeinheit und aus der Rücksicht auf die Pflichten ihres Amtes ergeben“, von unbestimmten Rechtsbegriffen geprägt ist, erfordert das praktische Verständnis des Mäßigungsgebots regelmäßig einen Blick in die hierzu vorhandene Rechtsprechung. Mit einzelnen Fällen haben sich in der Vergangenheit auch die höheren Instanzen der Verwaltungsgerichtsbarkeit, d. h. Oberverwaltungsgericht und Bundesverwaltungsgericht, beschäftigt, wobei insbesondere der Lehrerberuf Beachtung findet:

### Tragen einer Anti-Atomkraft-Plakette durch einen Lehrer im Unterricht
Das Tragen einer Anti-Atomkraft-Plakette durch einen Lehrer während des Schuldienstes verstößt gegen das Gebot der Zurückhaltung bei politischer Betätigung, so ein Urteil des Bundesverwaltungsgerichts aus dem Jahr 1990 (BVerwG 2 C 50.88). Einige Lehrer hatten im Zusammenhang mit der Diskussion um die Nutzung der Kernenergie Anfang 1977 eine „Lachende Sonne“ getragen. Aufgrund einer generellen Anweisung der Schulbehörde untersagte eine Schulleiterin aus Hamburg im November 1977 einem Lehrer, diese Plakette im Unterricht für die Schüler sichtbar zu tragen. Gegen das Verbot erhob der Lehrer Widerspruch, da er darin einen gravierenden Eingriff in sein Recht auf freie Meinungsäußerung sah.
Gemäß dem Urteil des Bundesverwaltungsgerichts wahrte der Lehrer mit seinem Verhalten nicht das Maß und die Zurückhaltung, zu denen ihn das Mäßigungsgebot verpflichte. Durch das Tragen der Plakette im Dienst habe er unzulässig sein Amt zur Werbung für seine politische Auffassung gegenüber den Schülern eingesetzt, was dem gesetzlichen Erziehungs- und Bildungsauftrag der Schule widerspreche. Die Richter gaben der Vorinstanz Recht, die darauf hingewiesen hatte, dass „die Akzeptanz des öffentlichen Schulsystems der Elternschaft, deren Vertrauen in die Objektivität und politische Neutralität der Schule nachhaltig erschüttert würde, wenn sie gewärtig sein müsste, dass Lehrer politische Auseinandersetzungen in die Schule hineintragen und dadurch die ihnen anvertrauten Kinder indoktrinieren“.
Der Lehrer könne sich auch nicht auf die pädagogische Gestaltungsfreiheit berufen, um das Tragen der Anti-Atomkraft-Plakette im Dienst zu rechtfertigen. Dieses sei kein legitimes Mittel der Unterrichtsgestaltung, sondern ein rechtswidriges Mittel der politischen Meinungsäußerung während des Schuldienstes.

### „Kraftausdrücke“ eines Lehrers in einem Leserbrief
Ein Lehrer darf in einem Leserbrief seine Kritik an konkret benannten Politikern mit „Kraftausdrücken“ untermauern, in vorliegendem Fall mit Begriffen wie „Spaltpilz“, „Volksfront“, „Kraftmeier“ und „flegelhafte (Anwürfe)“, „boshaft ignorant“, „Miesmacherei und Diffamierung“, „perfide (Zielorientierung)“ und „Vasallen“, so ein Urteil des Oberverwaltungsgerichts für das Land Nordrhein-Westfalen aus dem Jahr 2011. Mit den aufgeführten Begriffen hatte ein Gymnasiallehrer aus Rheine im November 2009 in zwei Leserbriefen zum Stadtparteitag der CDU seinen Unmut über bestimmte Kommunalpolitiker zum Ausdruck gebracht. Die Bezirksregierung Münster und das als Erstinstanz mit diesem Fall beschäftigte Verwaltungsgericht Münster hatten hierin einen Verstoß gegen das Mäßigungsgebot gesehen.

### LGBT-Aktivismus eines Lehrers
Aktuellere veröffentlichte Urteile betreffen einen Gymnasiallehrer im Zusammenhang mit unterrichtlichem sowie außerunterrichtlichem Aktivismus zugunsten von LGBT-Interessen:
Das Verwaltungsgericht Münster sprach einem Lehrer im Mai 2014 das Recht zu, sich in der Öffentlichkeit gegen die Homophobie im Islamismus auszusprechen, sich hierbei ausdrücklich als Lehrer zu erkennen zu geben sowie zu behaupten, dass islamistische Eltern den Schulunterricht beeinflussen wollten. Auch durch den Umstand, dass er diese Äußerungen bei der Veranstaltung einer vom Verfassungsschutz beobachteten Partei getätigt habe, liege kein Verstoß gegen Dienstpflichten vor, da sich der Lehrer ausdrücklich von verfassungsfeindlichen Elementen jener Partei distanziert und sich als Wähler der Grünen bekannt hatte. Auch die bei dieser Veranstaltung von dem Lehrer getätigte Äußerung „Als bekennend Homosexueller habe ich mehr Angst vor Islamisten als vor Nazis!“ sei dienstrechtlich nicht zu beanstanden, so das Gericht. Der Auffassung des Dienstherrn, dass hierin eine Relativierung des Rechtsextremismus zu sehen ist, folgten die Richter nicht. Durch die Meinungsfreiheit sei es gedeckt, wie durch den Lehrer geschehen, den Islamismus als „eine im Vergleich zum Rechtsextremismus unterschätzte Gefahr“ darzustellen (13 K 3135/13.O, VG Münster). Im Jahr zuvor hatten bereits das Verwaltungsgericht Gelsenkirchen sowie das Oberverwaltungsgericht für das Land Nordrhein-Westfalen die Suspendierung des Lehrers für rechtswidrig befunden (1 K 3328/12, VG Gelsenkirchen; 6 A 1789/13, OVG NRW). Zudem stellte das Verwaltungsgericht Gelsenkirchen im November 2015 klar, dass das politische Engagement dieses Lehrers einer Verbeamtung auf Lebenszeit nicht im Weg stehe (1 K 3816/13, VG Gelsenkirchen).
Zudem sprach das Verwaltungsgericht Münster dem Lehrer das Recht zu, bereits von der fünften Klasse an mit drastischen Formulierungen gegen homophobe Tendenzen bei Schülern vorzugehen und unter gegebenen Voraussetzungen auch Drohungen gegen Erziehungsberechtigte auszusprechen. Der Lehrer hatte der Mutter eines Fünftklässlers in einem Brief mit straf- und zivilrechtlichen Konsequenzen gedroht und ihr dabei wörtlich geschrieben: „Erziehungsberechtigte, welche schulische Bestrebungen gegen Homophobie torpedieren, sind mit ähnlicher Konsequenz zu sanktionieren wie Erziehungsberechtigte, die z. B. schulische Bestrebungen gegen Rassismus und Antisemitismus torpedieren.“ Der Dienstherr hatte diese Zuspitzung als Verstoß gegen Dienstpflichten gewertet, insbesondere auch aufgrund einer angeblichen Ausnutzung des Lehramtes für private Interessen. Das Gericht hingegen sah das Vorgehen des Lehrers als berechtigt an, zumal der Schüler Homosexuelle im Unterricht tatsächlich als „Perverse“ bezeichnet und die Mutter den Lehrer am Elternsprechtag massiv angegriffen hatte (13 K 3135/13.O, VG Münster).